# Hispaniolapivi
Hispaniolapivi (Contopus hispaniolensis) är en fågel i familjen tyranner inom ordningen tättingar.

## Utseende och läte
Hispaniolapivin är en liten och färglös tyrann. Artens möjligtvis mest karakteristiska egenskaper är just avsaknaden av dem, utan tydliga vingband eller ansiktsteckningar. Hispaniolatopptyrannen är mycket större och uppvisar vingband. Det gör även den mer jämnstora hispaniolaelenian som dessutom har en tydlig ring kring ögat. Arten är rätt tystlåten för att vara en pivi, med ett upprepat och mjukt "pip" som vanligaste läte.

## Utbredning och systematik
Hispaniolapivi delas in i två underarter:
- Contopus hispaniolensis hispaniolensis – förekommer på Hispaniola
- Contopus hispaniolensis tacitus – förekommer på Gonave Island (Haiti)

## Levandssätt
Hispaniolapivin hittas i skogslandskap, även i fruktträdgårdar och kaffeplantage. Den ses vanligen göra utfall för att fånga insekter i luften från en låg sittplats, till vilken den därefter återvänder.

## Status och hot
Arten har ett stort utbredningsområde, men tros minska i antal, dock inte tillräckligt kraftigt för att den ska betraktas som hotad. Internationella naturvårdsunionen IUCN listar arten som livskraftig (LC).